# Collegio uninominale Puglia - 05 (Senato della Repubblica 2020)
Il collegio elettorale uninominale Puglia - 05 è un collegio elettorale uninominale della Repubblica Italiana per l'elezione del Senato della Repubblica.

## Territorio
Come previsto dalla legge n. 51 del 27 maggio 2019, il collegio è stato definito tramite decreto legislativo all'interno della circoscrizione Puglia.
È formato dal territorio dell'intera provincia di Lecce (96 comuni).
Il collegio è parte del collegio plurinominale Puglia - 01.

## Eletti
| Elezione | Elezione | Deputato      | Partito |
| -------- | -------- | ------------- | ------- |
|          | 2022     | Roberto Marti | Lega    |

## Dati elettorali

### XIX legislatura
Come previsto dalla legge elettorale, 74 senatori sono eletti con sistema a maggioranza relativa in altrettanti collegi uninominali a turno unico.
| Candidati                                 | Candidati                 | Voti    | %     | Liste                                 | Voti    | %     |
| ----------------------------------------- | ------------------------- | ------- | ----- | ------------------------------------- | ------- | ----- |
|                                           | Roberto Marti ✔️ Eletto   | 155 297 | 44,09 | Fratelli d'Italia                     | 99 329  | 28,20 |
| Forza Italia                              | Roberto Marti ✔️ Eletto   | 155 297 | 44,09 | 29 487                                | 8,37    |       |
| Lega per Salvini Premier                  | Roberto Marti ✔️ Eletto   | 155 297 | 44,09 | 24 686                                | 7,01    |       |
| Noi moderati/Lupi - Toti - Brugnaro - UDC | Roberto Marti ✔️ Eletto   | 155 297 | 44,09 | 1 795                                 | 0,51    |       |
|                                           | Pietro Luigi Lopalco      | 84 960  | 24,12 | Partito Democratico-IDP               | 65 456  | 18,58 |
| Alleanza Verdi e Sinistra                 | Pietro Luigi Lopalco      | 84 960  | 24,12 | 10 762                                | 3,06    |       |
| +Europa                                   | Pietro Luigi Lopalco      | 84 960  | 24,12 | 6 040                                 | 1,71    |       |
| Impegno Civico - Centro Democratico       | Pietro Luigi Lopalco      | 84 960  | 24,12 | 2 702                                 | 0,77    |       |
|                                           | Antonio Salvatore Trevisi | 77 206  | 21,92 | Movimento 5 Stelle                    | 77 206  | 21,92 |
|                                           | Nunzia Cinone             | 18 422  | 5,23  | Azione - Italia Viva - Calenda        | 18 422  | 5,23  |
|                                           | Raffaele Cesario          | 4 832   | 1,37  | Italexit                              | 4 832   | 1,37  |
|                                           | Duilio Cosimo Romanello   | 4 437   | 1,26  | Unione Popolare                       | 4 437   | 1,26  |
|                                           | Grazia Maremonti          | 3 395   | 0,96  | Italia Sovrana e Popolare             | 3 395   | 0,96  |
|                                           | Ada Donno                 | 1 697   | 0,48  | Partito Comunista Italiano            | 1 697   | 0,48  |
|                                           | Giovanna Spinelli         | 909     | 0,26  | Vita                                  | 909     | 0,26  |
|                                           | Pasqualina Imperiale      | 791     | 0,22  | Alternativa per l'Italia (PdF - Exit) | 791     | 0,22  |
|                                           | Ettore Marinelli          | 276     | 0,08  | Sud chiama Nord                       | 276     | 0,08  |
| Totale                                    | Totale                    | 352 222 | 100   |                                       | 352 222 | 100   |
|                                           |                           |         |       |                                       |         |       |
| Schede bianche                            | Schede bianche            | 8 990   | 2,42  |                                       |         |       |
| Schede nulle                              | Schede nulle              | 10 416  | 2,80  |                                       |         |       |
| Votanti                                   | Votanti                   | 371 639 | 57,81 |                                       |         |       |
| Elettori                                  | Elettori                  | 642 899 |       |                                       |         |       |